# Royal Tunbridge Wells
Royal Tunbridge Wells é uma cidade do distrito de Tunbridge Wells, no Condado de Kent, na Inglaterra. Sua população é de 59.365 habitantes (2015) (117.069, distrito).